# مرادلو (خدا أفرين)
مرادلو هي قرية في مقاطعة كليبر، إيران. عدد سكان هذه القرية هو 33 في سنة 2006.